# سیکلیک دی-جی‌ام‌پی
سیکلیک دی-جی‌ام‌پی (به انگلیسی: Cyclic di-GMP) با فرمول شیمیایی C۲۰H۲۴N۱۰O۱۴P۲ یک ترکیب شیمیایی با شناسه پاب‌کم ۶۳۲۳۱۹۵ است. که جرم مولی آن ۶۹۰٫۰۹ g/mol می‌باشد. 